# Eisenbahnviadukt über die Glatzer Neiße
Das Eisenbahnviadukt über die Glatzer Neiße ist eine Eisenbahnbrücke der Bahnstrecke Kłodzko–Wałbrzych in Kłodzko in Niederschlesien (Polen). Die zweigleisige Fachwerkbrücke überspannt mit 2 Feldern und insgesamt 99,3 Metern die Glatzer Neiße. An beiden Widerlagern wurden befestigte Ziegelbauten mit Schießscharten errichtet, die als Brückenverteidigung dienen sollten. 

## Geschichte

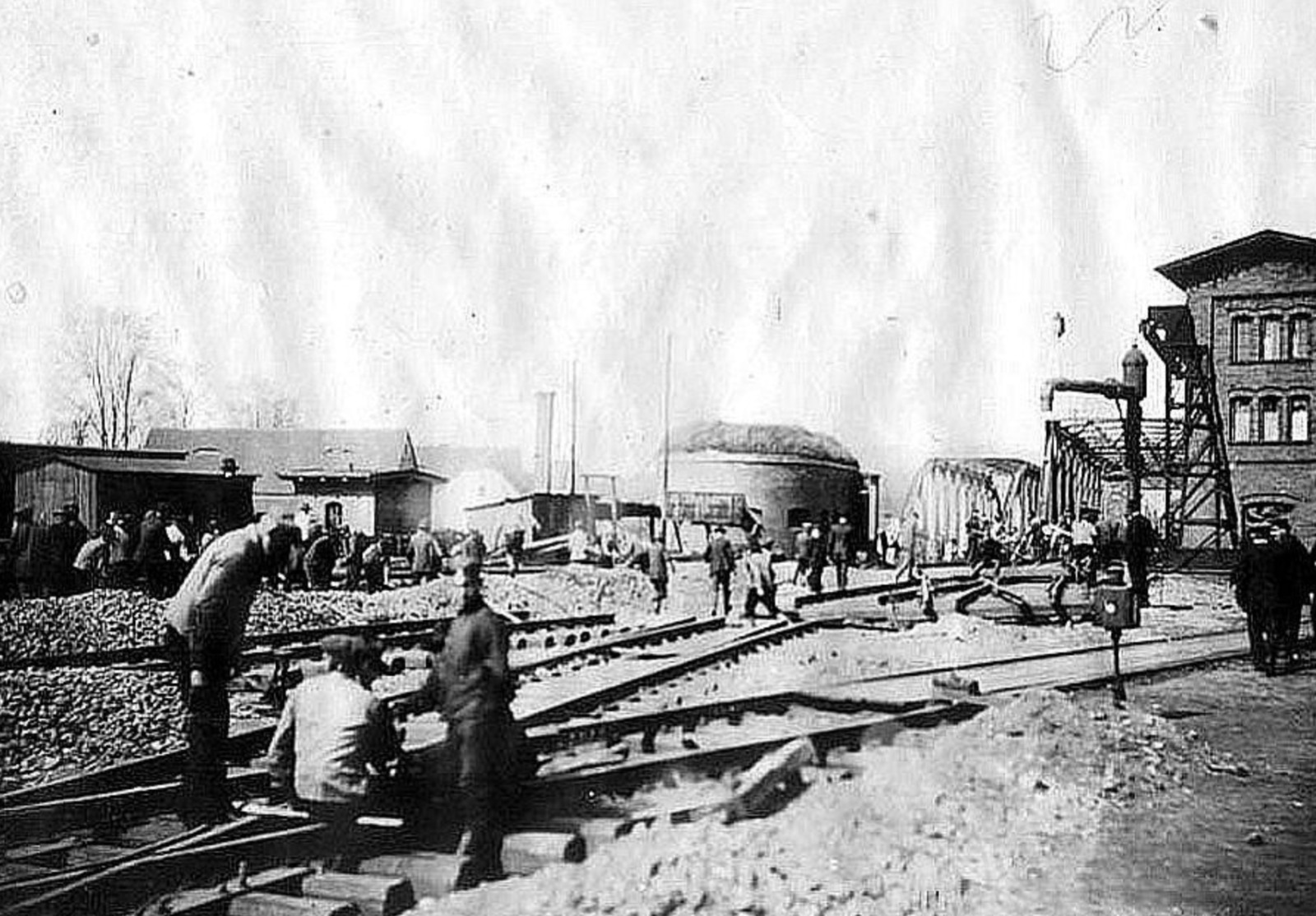
Der Gleisanschluss an das Eisenbahnviadukt über die Glatzer Neiße wird vollendet

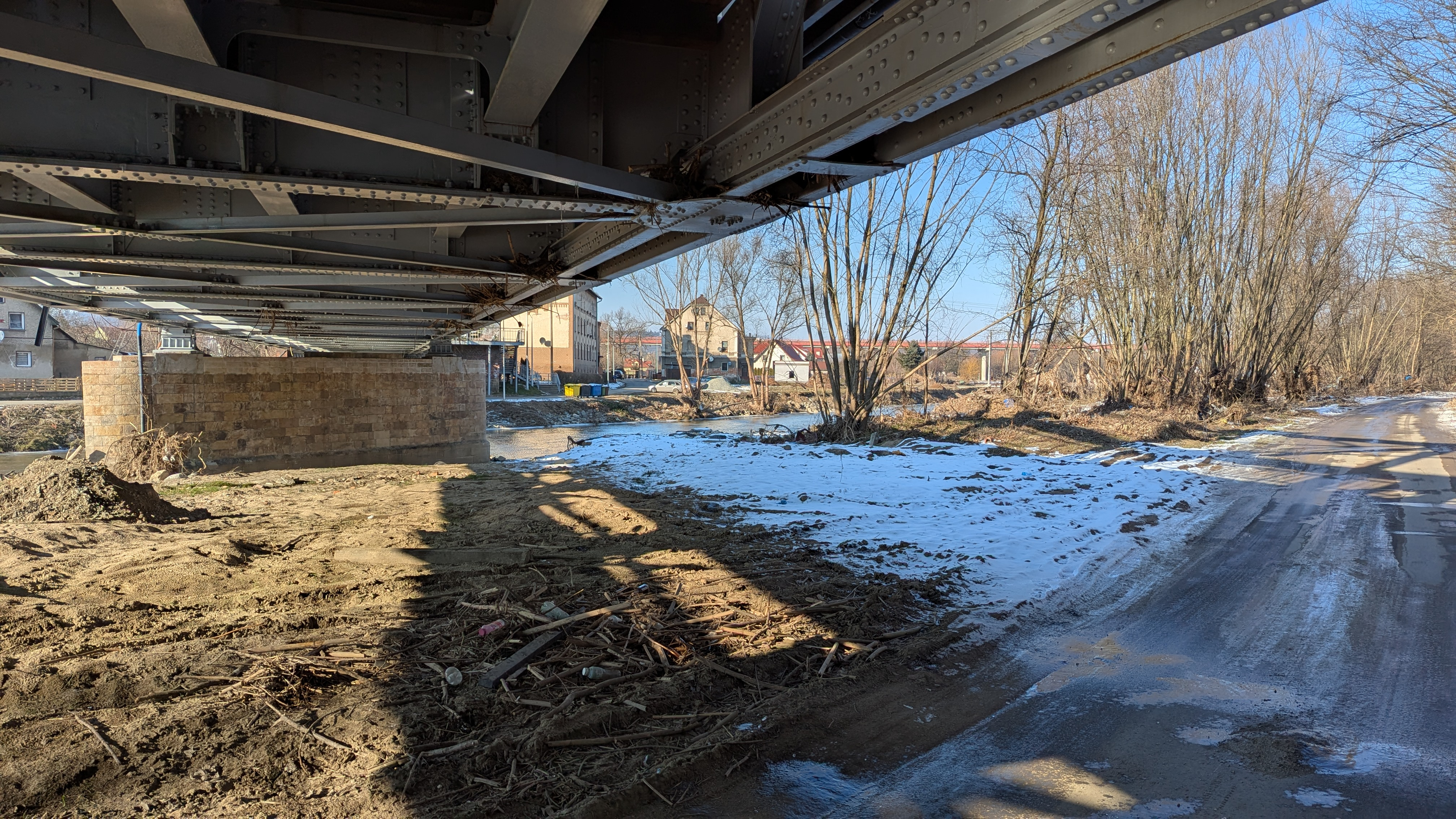
Treibgut in der Brücke

Am 10. Juni 1878 fand eine Probefahrt aus Richtung Glatz statt. Der erste Zug kam fast ein Jahr später, am 1. Juni 1879, aus Glatz an.
Bei dem Hochwasser im September 2024 war der Wasserstand so hoch, dass Treibgut in der Brücke hängen geblieben ist. 